# Восход 1
Восход 1 (на руски: Восход-1) е първият космически апарат, който извежда на орбита повече от един космонавт. За пръв път при космически полет екипажът не използва скафандри. Полетът на Восход 1 поставя рекорд за височина на орбитата на пилотиран космически апарат.
Восход е конструиран да изведе около Земята двама души, но съветските политици налагат полетът да бъде реализиран с трима космонавти в надпревара с американската космическа програма Джемини.
Другият апарат от кратката космическа програма Восход е Восход 2, на чийто борд се намират двама космонавти в космически скафандри, а Алексей Леонов осъществява първото излизане в открития космос.

## Параметри на орбитата
- Перигей 177.5 km
- Апогей 408 km.

## Екипаж

### Основен екипаж
- Владимир Комаров – командир – първи полет;
- Константин Феоктистов – изследовател;
- Борис Егоров – лекар.

### Дублиращ екипаж
- Борис Волинов – командир;
- Георги Катис – изследовател;
- Алексей Сорокин – лекар.

## Особености на космическия кораб
Космическият кораб „Восход“ е базиран на кораба Восток, но е добавена резервна, твърдогоривна спирачна двигателна установка. Появява се и система за меко кацане на спускаемия апарат. Това позволило да се премахнат системите за катапултиране, които били необходими на космическите кораби „Восток“ поради високата скорост на приземяването с парашут на спускаемия апарат. Във Восход-1 има място за трима космонавти, но само ако летят без скафандри.
„Восход“ е с повече от тон по-тежък от „Восток“ и за неговия старт е използвана по-мощна ракета-носител с нова – трета степен, вече изпробвана в полетите на автоматичните междупланетни станции. Ракетата получила индекс 11К57 и собствено наименование „Восход“ на името на космическия кораб, а по-късно се използвала за изстрелване на спътниците за фоторазузнаване „Зенит“.